# Guji
La zone Guji est l'une des 21 zones de la région Oromia en Éthiopie. Ses principales villes sont Negele, Kibre Menguist et Shakiso.

## Situation
Située dans la partie sud de la région Oromia, à environ 600 km d'Addis-Abeba, la zone Guji est limitrophe de la région des nations, nationalités et peuples du Sud, de la région Sidama et de la région Somali. Elle est bordée, dans la région Oromia, par les zones Mirab Arsi au nord, Bale au nord-est, Borena au sud et Ouest Guji à l'ouest.

## Histoire
Au XXe siècle, Negele et Kibre Menguist sont des  chefs-lieux d'awrajas dans la province de Sidamo. Negele est la capitale du vaste awraja Borena qui s'étend jusqu'à la frontière somalienne et Kibre Menguist est la capitale de l'awraja Jemjem.
À la réorganisation du pays en régions, le territoire de la  future zone Guji fait partie de la zone Borena de la région Oromia.
En 2006, l'Atlas of the Ethiopian Rural Economy ne mentionne encore que la zone Borena au sud de la zone Bale.
En revanche dès l'année suivante, les zones Borena et Guji apparaissent séparément dans le recensement de 2007.
La zone Ouest Guji se sépare à son tour des zones Borena et Guji à la fin des années 2010[à vérifier].

## Woredas
La zone Guji se compose de douze woredas en 2007 qui évoluent ensuite par subdivision, atteignant probablement quinze[à vérifier] woredas en 2015.
Les woredas Hambela Wamena, et Kercha,  passent plus tard dans la zone Ouest Guji nouvellement créée.
La zone Guji se réduit alors à treize woredas :
- Adola[3],[4] , subdivisé d'Adolana Wadera[2] en 2007 ;
- Ana Sora[4], séparé de Bore[2] après 2007 ;
- Bore[2],[3],[4] ;
- Dima[3],[4], séparé d'Uraga[2] en 2007 ;
- Girja[3], ou Harenfema[4], subdivisé d'Adolana Wadera en 2007 ;
- Goro Dola[4], séparé de Liben[2] après 2007 ;
- Kibre Menguist, en anglais : Adola Town[3], subdivisé d'Adolana Wadera en 2007 ;
- Liben[2],[3],[4] ;
- Negele Boran ou Negele[3], séparé de Liben en 2007 ;
- Odo Shakiso[2],[3],[4] ;
- Saba Boru[4], séparé d'Odo Shakiso[2] après 2007 ;
- Uraga[2],[3],[4] ;
- Wadera[3],[4], subdivisé d'Adolana Wadera en 2007.

Une carte à fin 2021 indique d'autres subdivisions après lesquelles la zone Guji se compose de 17 woredas nommés
Adola,
Adola town,
Aga Wayu,
Ana Sora,
Bore,
Dama ou Dima,
Girja ou Harenfema,
Gora Dola ou Goro Dola,
Gumi Idalo,
Haro Walabu,
Liben,
Negele Town,
Odo Shakiso,
Saba Boru,
Shakiso town,
Uraga et
Wadera.

## Démographie
D'après le recensement national réalisé par l'Agence centrale de la statistique d'Éthiopie, la zone compte 1 389 800 habitants en 2007 et 9 % de la population est urbaine.
Toujours en 2007, l'oromo est la langue maternelle pour 78 % des habitants de la zone, le gedeo pour 14 %, l'amharique pour 4 %, le somali pour plus de 1 % et le sidamo pour moins de 1 %.
La majorité (56 %) des habitants de la zone sont protestants, 15 % sont musulmans, 11 % sont de religions traditionnelles africaines, 7 % sont orthodoxes et 2 % sont catholiques.
La principale agglomération de la zone est Negele avec 35 264 habitants en 2007, suivie par Kibre Menguist (Adola Town) avec 22 938 habitants, Shakiso avec 22 930 habitants, Qericha avec 9 884 habitants, Bore avec 8 754 habitants, Solomo avec 7 646 habitants et une dizaine d'agglomérations en dessous de 5 000 habitants.
| Woreda         | Population 2007 | Agglomérations en 2007                          |
| -------------- | --------------- | ----------------------------------------------- |
| Adola          | 110 034         |                                                 |
| Bore           | 210 179         | Bore, Yerba Muda                                |
| Dima           | 56 896          | Afele Kola                                      |
| Girja          | 50 179          | Haren Fema                                      |
| Hambela Wamena | 104 971         | Dimtu                                           |
| Kercha         | 227 362         | Qericha                                         |
| Kibre Menguist | 22 938          | Kibre Menguist (Adola Town)                     |
| Liben          | 138 813         | Harekelo                                        |
| Negele Boran   | 35 264          | Negele                                          |
| Odo Shakiso    | 206 372         | Shakiso, Megado, Hiyadima, Kenticha, Reji, Dawa |
| Uraga          | 176 238         | Solomo                                          |
| Wadera         | 50 554          | Wadera                                          |

En 2022, la population est estimée à 2 030 667 personnes avec une densité de population de 109 personnes par km2 et 18 577 km2 de superficie sur le périmètre 2007 de la zone Guji.